# 태양제
《태양제(太陽祭)》는 1984년 6월 3일에 MBC TV에서 방영되었던 베스트셀러극장이다.

## 줄거리
건달 태하(이덕화)는 자기를 떠난 애인 윤희(이미지)를 찾기 위해 한강철교 위에 올라가 뛰어내리겠다며 소란을 피운다.
이 광경을 전해 들은 윤희가 나타났다가 다시 가려하자 태하는 그녀를 소매치기라며 잡아달라고 소리친다.
근처를 지나가던 재벌그룹의 둘째 아들 요섭(최윤석)은 소매치기라는 말에 윤희의 발을 걸어 넘어뜨린다. 여기서부터 윤희와 태하, 요섭의 위험한 삼각관계가 시작된다.
한편 요섭은 반신불수인 할아버지(전운)로부터 재벌그룹을 승계할 야심인데 형(최선균)과 형수(오미연)도 같은 생각을 갖고 있다. 그들 사이에 주도권 쟁탈을 위한 암투가 전개되는데...

## 출연
- 최윤석
- 이미지
- 이덕화
- 전운
- 오미연
- 임문수
- 남경읍
- 이상숙
- 박상조
- 최선균
- 벡인철
- 신충식
- 김지영
- 박경현
- 신명철
- 박희우
- 정태섭
- 구보석
- 견미리
- 문태선
- 나갑성
- 서준영
- 김순경
- 문창근
- 박만규
- 이동신
- 천호진